# Гардевуар
Гардевуар (яп. サーナイト Са:наито:, англ. Gardevoir) — существо из серии игр, манги и аниме «Покемон», принадлежащей компаниям Nintendo и Game Freak. Гардевуар является одной из двух финальных эволюций покемона Кирлия (вторая — покемон Галлэйд). Впервые этот покемон появился в Pokémon Ruby и Sapphire в 2003 году. Имя «Gardevoir» может происходить от двух слов из французского языка: фр. garde (сторож) и фр. devoir (обязанность), или от англ. guard (охранник).
Гардевуар — гуманоидной формы покемон с необыкновенными психическими силами. Он значится как #282 в национальном покедексе. В Pokémon X и Y Гардевуар получил Мега-эволюцию и новый тип — волшебный.

## Концепция и характеристики
Гардевуар имеет элегантную и женственную фигуру независимо от пола. У неё длинное, тонкое, гибкое тело и белые ноги, которых почти не видно — Гардевуар носит белое платье с зелёной подкладкой, развевающееся во время движения. Она имеет относительно большую голову с белым лицом, большими красными глазами и зелёной, напоминающей буффант, причёской, которая закрывает большую часть лица покемона. Гардевуар передвигается с помощью левитации, игнорируя гравитацию.
Гардевуар — очень жертвенный покемон, и может отдать собственную жизнь ради своего тренера (или же другого покемона, если Гардевуар дикая).

## Появления

### В играх
Гардевуар впервые появляется в Pokémon Ruby и Sapphire. Её можно получить только благодаря эволюции из Кирлии на 30 уровне, которая, в свою очередь, развивается из Ральтс на 20. В Pokemon Diamond и Pearl Гардевуар приобретает мужской аналог в лице Галлэйда, который эволюционирует из Кирлии мужского пола с помощью Dawn Stone. Гардевуар изначально была чисто психического типа, но в Pokémon X и Y ей достались новый тип и Мега-эволюция.
В Pokémon Mystery Dungeon: Red Rescue Team и Blue Rescue Team Гардевуар была проклята, защищая своего тренера, который коснулся хвоста Найнтэйлс. Игрок может помочь Генгару из команды «Meanies» (рус. Злодеи) в освобождении её от проклятия. После этого появляется возможность присоединить Гардевуар к своей команде. В Explores of Time/Darkness/Sky Гардевуар является членом команды «Charm», лидером которой была Лоппуни.

### В других адаптациях
Дебют Гардевуар был в серии «Do I Hear a Ralts?». Позже, Гардевуар появлялась в других сезонах аниме, которые посвящены четвёртому, пятому и шестому поколению. В сезоне XY появляется Мега-Гардевуар.
В Pokemon Adventures, во время соревнования «Край Битв» Эмеральда, Гардевуар была замечена как арендованный покемон для победы над Сфилом.

## Реакция
- PokemonOfTheDayHunk (IGN) назвал Гардевуар «действительно хорошим покемоном» (англ. really good Pokemon); особенно по сравнению с другими покемонами психического типа, как Азельф и Кресселия.[6] Они также сказали, что она «довольно красивая» (англ. quite beautiful).[6]
- Pokémon Chick IGN также назвал её «так, чёрт возьми, популярной» (англ. so darn popular).[7]
- GamesRadar описал Гардевуар и Грэнбулл как эквивалент «Красавицы и чудовища».[8]
- ScrewAttack поставил Гардевуар на 7 место в топе 10 любимых ими покемонов.[9] Однако, они же охарактеризовали Гардевуар как «ничего особенного» (англ. nothing too special)[10]; такую же характеристику получили ещё два покемона — Блэйзикен и Майтиена.